# Georg von Waldstätten
Georg Freiherr von Waldstätten (citato anche come: barone Giorgio di Waldstätten) (Karlovac, 24 agosto 1837 – Vienna, 24 ottobre 1918) è stato un generale austro-ungarico, che ricoprì numerosi incarichi di Stato maggiore e fu Consigliere privato della Corona dal 24 ottobre 1894 al 15 ottobre 1918. Dopo una lunghissima carriera militare fu definitivamente pensionato dall'imperatore Carlo I con il grado di General der Infanterie pochi giorni prima della sua morte.

## Biografia
Nacque a Karlovac il 24 agosto 1837, venendo successivamente ammesso a frequentare l'Accademia militare Teresiana di Wiener Neustadt, dalla quale uscì il 19 agosto 1856 con il grado di sottotenente assegnato all'Infanterieregiment Nr. 39 "Dom Miguel". Nel settembre del 1859 fu ammesso alla prestigiosa Scuola di guerra imperiale (k.u.k. Kriegsschule) di Vienna. Promosso tenente il 16 marzo 1858, divenne Hauptmann il 15 giugno 1859, distaccato presso il Generalquartierstab. Distintosi brillantemente durante il servizio presso lo Stato maggiore generale, fu assegnato al Quartier generale dell'esercito ("Landesgeneralkommando") in Galizia, uno dei più importanti comandi militari dell'esercito austriaco.
Durante la guerra austro-prussiana fu a capo dell'ufficio topografico (Militärmappierung) dello Stato maggiore, e al termine del conflitto fu decorato con la Militärverdienstkreuz (KD). Promosso Major il 1 maggio 1870, assegnato alla Stato maggiore dell'esercito divenne professore di topografia, balistica e trincea presso la Scuola centrale di Cavalleria (Zentralkavallerie schule). Successivamente assunse l'incarico di Capo di stato maggiore della 25ª Divisione di fanteria, il 31 gennaio 1876 passò come Capo di stato maggiore al neocostituito Comando di Corpo d'armata della Galizia, che dal 10 febbraio successivo prese sede a Cracovia. Il 1 novembre dello stesso anno fu promosso al grado di Oberst. Il 26 ottobre 1877 assunse l'incarico di Capo di stato maggiore presso il Comando Generale di Vienna, dove divenne noto per i suoi modi dispotici e la sua pedanteria.

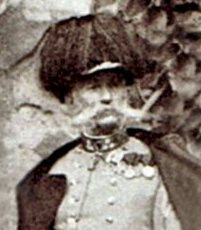
Il Generalmajor Georg Freiherr von Waldstätten, nel 1900.

Promosso Feldmarschalleutnant e assunto il comando della fortezza di Cracovia, divenne comandante onorario (Regimentsinhaber) del 97º Reggimento di fanteria e a partire dal 24 ottobre 1894 entrò a far parte del Consiglio privato della Corona. Il 1 marzo 1896 fu promosso al grado di Feldzeugmeister, e potendo vantare una delle carriere militari più lunghe della monarchia danubiana, fu pensionato dall'imperatore Carlo I il 15 ottobre 1918 con il grado di General der Infanterie, a pochi giorni dalla sua morte.

### La Famiglia
Il Barone von Waldstätten apparteneva ad una famiglia della piccola nobiltà di lingua tedesca della Moravia, da secoli al servizio dell'imperatore absburgico. Suon padre era il generale barone Franz Georg Dominik von Waldstätten, mentre suo fratello, che pure avrebbe servito nell'esercito austro-ungarico, era Johann Baptist.
Il 16 dicembre 1871 sposò l'inglese Mary Anna Holmes) (1850-1926) a Vienna; ebbero quattro figli, due dei quali ricoprirono importanti ruoli nell'esercito:
- Alfred Georg Heinrich Maria (1872-1952), tenente generale dell'esercito austriaco e, successivamente, ufficiale della Wehrmacht; sposò nel 1900 Bertha Malvine Antonia, figlia di Karl Putz von Rolsberg e nipote di Wilhelm Lenk von Wolfsberg.
- Artur Johann Anton Maria Egon (1875-1951), cavaliere dell'Ordine militare di Maria Teresa.[11],
- Johann Baptist Artur Georg Maria (1881-1974).
- Emil Ernst Artur Georg Maria (1885-1969).